# Manglares de San Pedro de Vice
Los manglares de San Pedro, también llamados manglares de Vice, son una pequeña ecorregión de manglar que se encuentra ubicada en la desembocadura del río Piura, en el noroeste del distrito de Vice, provincia de Sechura, departamento de Piura a 10 km de Sechura. Se denomina como Manglares de Piura en la lista de la WWF. Forman parte de la red hemisférica de reservas para aves playeras como sitio de categoría regional. El 12 de junio de 2008 fue designada sitio Ramsar.
El relicto de manglar de San Pedro ya existía desde finales de la década de 1970 e incrementó su extensión durante los eventos de El Niño de 1982-83 y 1997-98. La vegetación de mangle crece en los últimos 7 km del canal norte del dren Sechura hasta su desembocadura, extendiéndose en alrededor de 310 ha.

## Características
Estos manglares son un tipo de estuario formado en la desembocadura de ríos. Se caracteriza por la presencia del mangle (especie vegetal que crece en el sustrato fangoso que se deposita en las orillas del cuerpo de agua – agua dulce y agua salada), lo que favorece la presencia de una fauna variada en aves (avifauna) e invertebrados. Tienen un maravilloso ecosistema, como un espejo de agua .

## Observatorio de aves
La observación de las aves en la cálida ciudad de Piura en los últimos años se va haciendo conocida. Las aves de esta ciudad poseen una gran variedad de tamaños, formas, colores y cantos. siendo una gran atracción para los turistas.

## Hábitats en los manglares

### Canal de Marea
Cuerpo de agua que corre hacia el mar. De 2 m de profundidad. Especies flotando: zambullidor grande, gaviota capucha gris, cormorán cushuri, gaviota gris, pelícano alcatraz, gaviota de Franklin.

### Orillas inundables
Cubiertas por el agua al subir la marea y quedan descubiertas cuando baja. Especies alimentándose: flamencos, garza blanca grande, garza azul, gaviotín elegante, playero pata amarilla mayor, falaropo de Wilson, cigüeñuela perrito, chorlo pico grueso, vuelvepiedras, gaviotín real, playero manchado, chorlo ártico, zarapitos, garza cuca, garza tricolor, gaviotín común, playero blanco, playero ala blanca, ostrero americano, chorlo nevado, garza pequeña, gaviotín peruano, rayador.

### Orillas no inundables
Secas, hasta 50 m desde la línea de marea alta. Especies sobre la arena: ostreros, gallinazo de cabeza roja, gallinazo de cabeza negra, pampero peruano, chorlos, vuelvepiedras, cushuris, gaviotas, halcón caracara, gorrión americano, gaviotines, pelícanos,etc

### Bosque de mangle
Propiamente dicho, nace en el sur a 10 km de la Bocana, hasta el norte a 2 km. Especies posadas o sobrevolando: garzas, reinita del manglar, chotacabras trinador, periquito esmeralda, tortolita peruana, ruiseñor, garza huaco, pampero colaespina collareja, garza tamanquita, turtupilín, pepite, paloma cuculí, cigüeña manchaco, ave fragata, gorrión americano, cuclillo guardacaballo.

### Zona de Gramadal
Cara externa del bosque. Especies posadas: turtupilín, zarapito trinador, periquito esmeralda, pepite, tortolita peruana, chotacabras, pampero colaespina, guardacaballo, cuculíes, gorrión americano, ruiseñor.

### Totoral
Pequeña área dentro del canal de marea. Especies: pampero totorero, polla de agua, gallareta americana.

### Espacio aéreo
Sobrevuelan gallinazos, ave fragata, halcón real, martín pescador, golondrina Santa Rosita, golondrina migratoria, caracara, matraca, águila pescadora, piquero Casanay, piquero común, rayador, golondrina sureña, gaviotas, gaviotines.

## Visite también
- Turismo en el Departamento de Piura
- Anexo:Sitios Ramsar en el Perú